# Батумі (стадіон)
Стадіон «Батумі» (груз. ბათუმის სტადიონი слухайте) також відомий як Батумі Арена та Аджарабет Арена з міркувань спонсорства, — багатоцільовий стадіон, розташований у місті Батумі, столиці автономної республіки Аджарія, Грузія. Урочисто відкритий у 2021 році та має місткість 20 000 місць, стадіон, на якому проводить свої матчі «Динамо» (Батумі) Грузинської футбольної ліги.

## Історія
Його будівництво почалося в січні 2018 року і завершилося в липні 2020 року. Його урочисте відкриття, відкладене через пандемію COVID-19, відбулося 27 жовтня 2020 року офіційною церемонією в присутності прем'єр-міністра Георгія Гахарії та колишнього футболіста та члена національної збірної Кахи Каладзе.
Стадіон розрахований на 20 000 місць і приймає домашні матчі «Динамо» (Батумі). Він належить до 4 категорії УЄФА і з 2021 року періодично приймає матчі національної збірної Грузії. Це другий стадіон в країні, який відповідає вимогам УЄФА для стадіонів 4 категорії. Нова футбольна арена у портовому місті є найбільшим стадіоном за межами столиці Тбілісі.
Стадіон був спроєктований турецькою компанією Bahadır Kul Architecture і коштував близько 100 мільйонів грузинських ларі (25 мільйонів євро).
Екстер'єр стадіону, що складається з ряду панелей, розташованих у вигляді перекриваючих один одного терезів, які можуть підсвічуватися вночі, натхненний ефектом кружляння традиційних кавказьких танців, зокрема хорумі. Своїм білим, вигнутим фасадом і конструкцією даху він дещо нагадує стадіон «Велодром» у Марселі.
Перший матч відбувся 21 листопада 2020 року між батумським «Динамо» та «Діла» (Горі).
10 липня 2022 року збірна Грузії з регбі перемогла команду Італії з рахунком 28-19. Стадіон «Батумі» приймав цей історичний матч, коли Грузія вперше у літній серії 2022 року перемогла команду першого ешелону.
У 2023 році він стане одним з чотирьох грузинських об'єктів, які прийматимуть молодіжний чемпіонат Європи 2023 року.

## Міжнародні матчі збірної Грузії з футболу
Збірна Грузії з футболу зіграла свій перший міжнародний матч на цьому стадіоні 2 вересня 2021 року, коли вона зіграла з Косово у відборі на Чемпіонат світу з футболу 2022 року.
| № з/п | Дата                | Гра             | Результат | Турнір                                         |
| ----- | ------------------- | --------------- | --------- | ---------------------------------------------- |
| 1.    | 2 вересня 2021 р    | Грузія — Косово | 0 — 1     | Відбір до Чемпіонату світу з футболу 2022 року |
| 2     | 9 жовтня 2021 р     | Грузія — Греція | 0 — 2     | Відбір до Чемпіонату світу з футболу 2022 року |
| 3     | 11 листопада 2021 р | Грузія — Швеція | 2 — 0     | Відбір до Чемпіонату світу з футболу 2022 року |

## Галерея

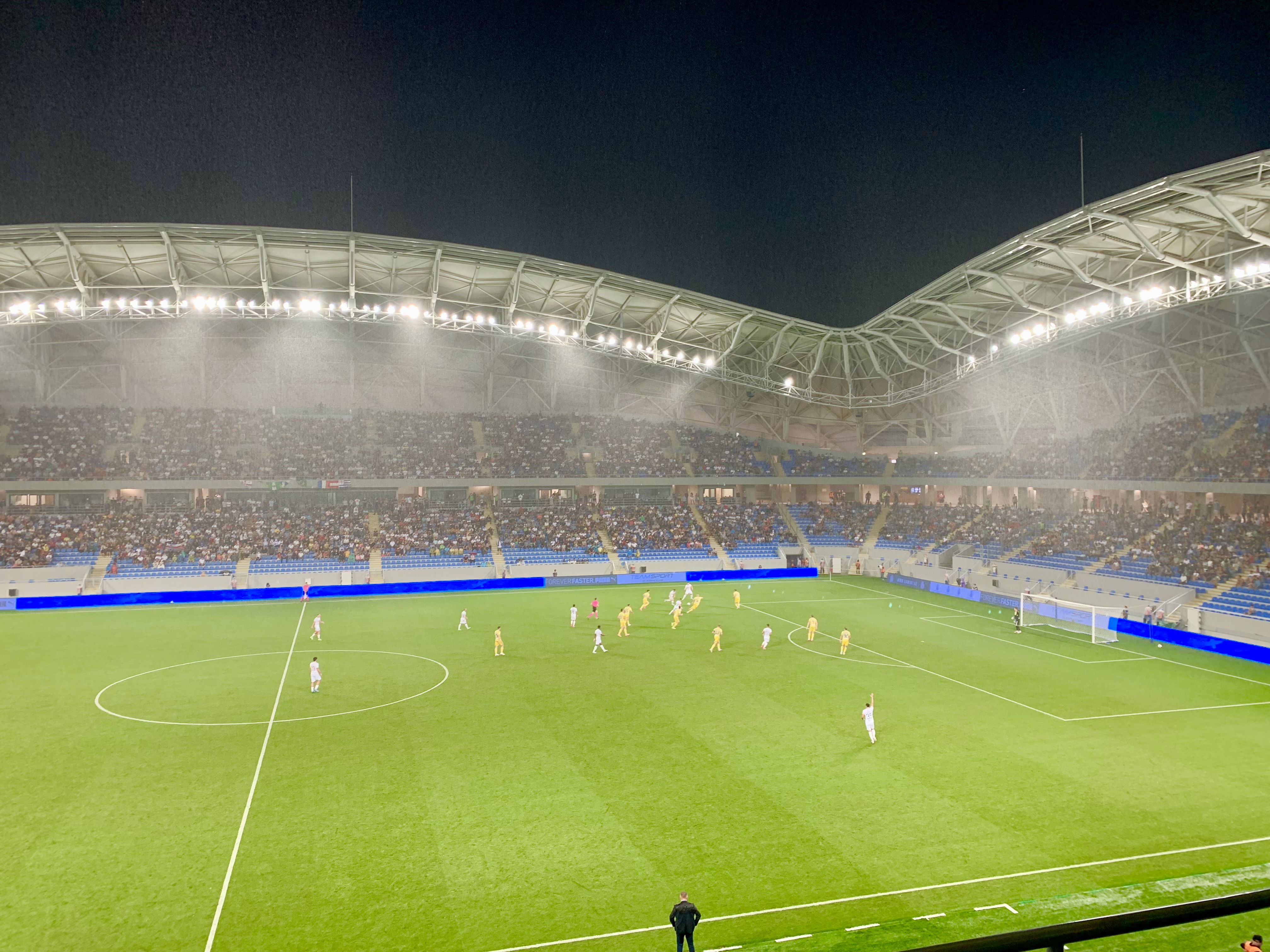
Матч Динамо - БАТЕ
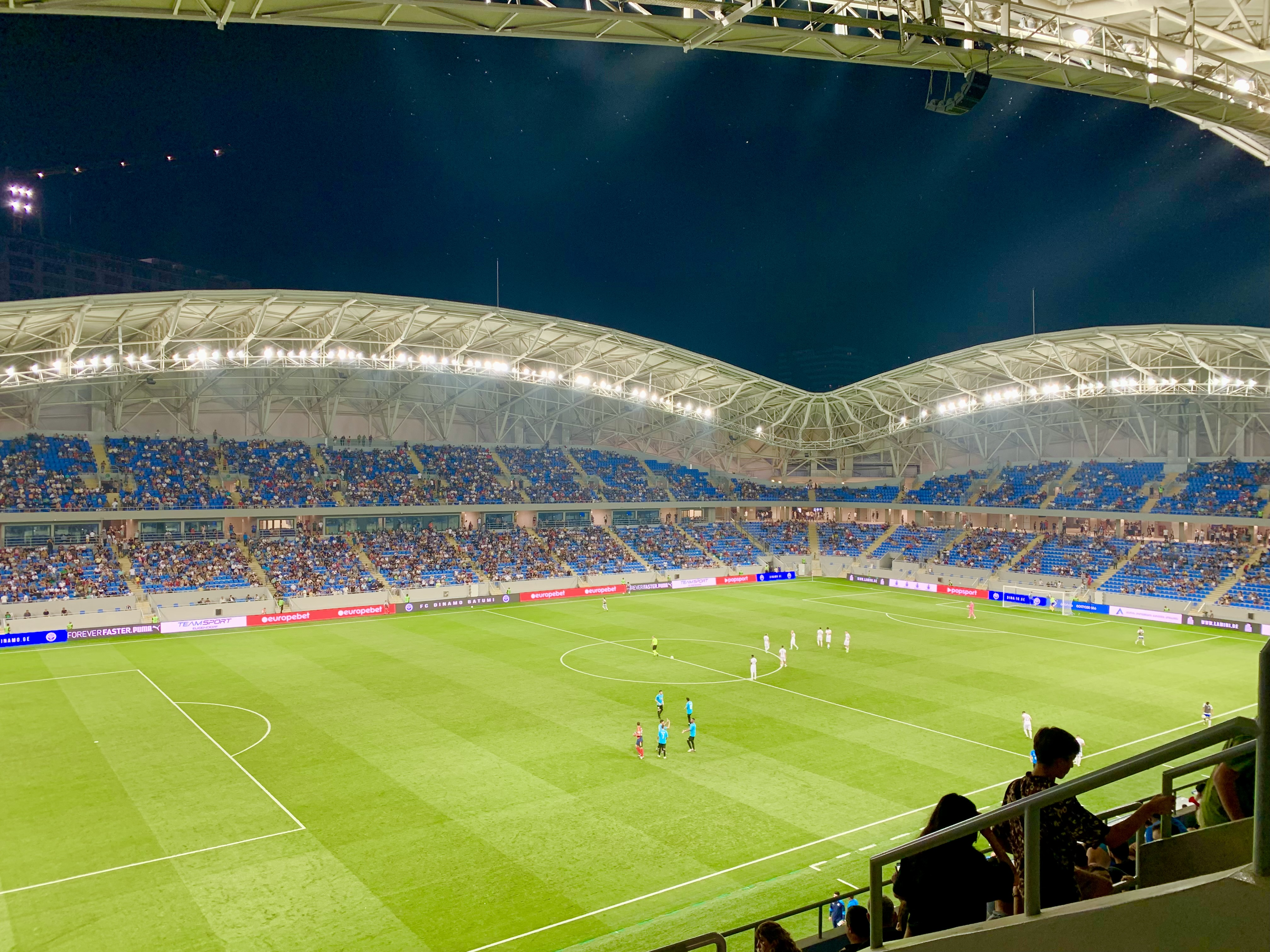
Ліга конференцій Європи 2021/2022 15 липня 2021